# Жанадарья (село)
Жанадарья (каз. Жаңадария) — село в Жалагашском районе Кызылординской области Казахстана. Административный центр и единственный населённый пункт Жанадарьинского сельского округа. Код КАТО — 433644100.

## Население
В 1999 году население села составляло 1018 человек (568 мужчин и 450 женщин). По данным переписи 2009 года, в селе проживал 691 человек (365 мужчин и 326 женщин).